# Ladies’ Circle

Logo

Ladies’ Circle (LC) ist eine parteipolitisch und konfessionell neutrale Vereinigung – einer der Service-Clubs – von Frauen im Alter von 18 bis 45 Jahren. Die Idee und die Organisationsform von Ladies’ Circle haben ihren Ursprung in der Tradition des englischen Clublebens: Örtlich selbständige „Circle“ führen jeweils etwa 12 bis 25 junge Frauen unterschiedlicher Berufe und Wirkungsbereiche zusammen und engagieren sich gemeinnützig unter dem Motto „Freundschaft und Hilfsbereitschaft“. Nach eigener Aussage hat die Organisation heute über 13.000 Mitglieder in 36 Ländern.
Ladies’ Circle gehört mit der Nachfolgeorganisation Agora Club Tangent, Round Table und Old Tablers zur Round Table Familie, einem weltweiten Netz engagierter Menschen.

## Geschichte
Ladies’ Circle wurde in Großbritannien (LC GB&I) von Frauen der männlichen Mitglieder des Serviceclubs Round Table 1930 in Bournemouth gegründet. 1947 erfolgte die Gründung des LC Schweden, 1949 folgte der LC Dänemark.
1959 wurde die Internationale Organisation von Ladies’ Circle (LCI) eingerichtet. Die Gründungsmitglieder von LCI waren Molly Worley (LC GB&I), Jen Ulfvik (LC Schweden), Margery Coombe (LC GB&I) und Sos Tarp (LC Dänemark).
Auf der LCI-Konferenz 1994 wurde beschlossen, dass LCI künftig völlig unabhängig von Round Table sein wird und Frauen im Alter von 18 bis 45 Jahre Mitglied sein können. Ab Erreichen der Altersgrenze von 45 Jahren kann man sich im Agora Club Tangent engagieren. Heute gibt es Ladies’ Circle auf 5 Kontinenten mit weltweit 13000 Mitgliedern in 36 Ländern.
Seit 1972 gibt es Ladies’ Circle in Deutschland, der erste Circle wurde in Mosbach gegründet (LC 1).
Seit 1988 gibt es ein Nationales Deutsches Präsidium, das in jährlichem Turnus gewählt wird. Erste Deutschlandpräsidentin war Gundi Keller. 1991 wurde LCD auf der LCI-Konferenz in Schiedam (NL) als Vollmitglied in Ladies’ Circle International aufgenommen. In Deutschland hat Ladies’ Circle etwa 1000 Mitglieder in 80 Circles (Stand 2017).

## Ziele von Ladies’ Circle Deutschland
Unter dem Motto „Friendship and Service“ (Freundschaft und Hilfsbereitschaft) verfolgt Ladies’ Circle Deutschland folgende Ziele:
- Förderung und Vertiefung des Kontaktes junger Frauen untereinander und Vertiefung ihrer Interessen
- Weiterbildung durch Vorträge, Besichtigungen und Diskussionen
- Betonung der Tatsache, dass jede in ihrer jeweiligen Stellung eine moralische Verpflichtung gegenüber der Allgemeinheit hat
- Hilfsbereitschaft
- Anerkennung und Würdigung anderer trotz unterschiedlicher Auffassungen
- Verbreitung von Ladies’ Circle in ganz Deutschland
- Bildung und Vertiefung nationaler und internationaler Freundschaften und Beziehungen
- Ladies’ Circle Deutschland ist überparteilich und überkonfessionell

## Logo
Das LCD-Logo ist das offizielle Erkennungszeichen von Ladies’ Circle Deutschland. Die 6 Pfeile stehen für Freundschaft, Hilfsbereitschaft, Toleranz, Ehrenhaftigkeit, Positives Denken und Vertrauen.

## Nationales Serviceprojekt (NSP)
In zweijährigem Turnus wird ein Hilfs- und Unterstützungsprojekt beschlossen, das so genannte Nationale Serviceprojekt (NSP). Alle deutschen Circle engagieren sich neben den lokalen Serviceprojekten für das gemeinsame NSP.
In den vergangenen Jahren wurden folgende NSP unterstützt:
- 2023/25 Mein Körper gehört mir – Ladies stärken Kinder
- 2021/23 das Familienhörbuch
- 2019/21 Fruchtalarm
- 2017/19 Flugkraft – ein Fotoprojekt gegen Krebs
- 2015/16 Fledermauskinder
- 2013/15 Frauen gegen K. o. Tropfen
- 2011/13 save me online
- 2009/11 Stiftung Dianino
- 2007/09 Waldpiraten – Camp der Kinderkrebsstiftung
- 2005/07 Deutscher Kinderhospizverein
- 2003/05 Initiative gegen Genitalverstümmelung
- 2001/03 Bundesarbeitsgemeinschaft Hospiz
- 1999/01 Aktion Friedensdorf e. V.